# سراب (صالح‌آباد)
سراب (صالح آباد)، روستایی از توابع بخش مرکزی شهرستان صالح آباد در استان خراسان رضوی ایران است. 

## جمعیت
این روستا در دهستان قلعه حمام قرار دارد و براساس سرشماری مرکز آمار ایران در سال ۱۳۸۵، جمعیت آن ۱۲۲ نفر (۳۰خانوار) بوده‌است.